# Gun Frontier (videogioco)
Gun Frontier (ガンフロンティア?, Gan Furontia), conosciuto anche Gun & Frontier, è uno sparatutto a scorrimento verticale a tema fantascientifico in salsa western, edito per arcade dalla Taito nel 1991.
Venne convertito sei anni dopo (nel 1997) per la console Sega Saturn e, nel 2006, la sua emulazione è inclusa nella raccolta Taito Legends 2, per Xbox, PC e PlayStation 2.

## Trama
Nel 22° secolo, l'umanità è riuscita a espandersi nelle stelle oltre la Via Lattea e ha iniziato a colonizzare pianeti disabitati attraverso diversi sistemi solari, tra cui il pianeta simile alla Terra noto come Gloria, che ha sfruttato un'enorme riserva naturale di oro.
Questa scoperta si sarebbe poi rivelata fondamentale nell'emigrazione verso Gloria, tanto che a causa del costo elevato per raggiungere il luogo, gli immigrati si sarebbero impoveriti ma la vita sul pianeta prosperava in un ambiente simile al vecchio West americano e sebbene fossero poveri, il commercio dell'oro aiutò i gloriani a far progredire la loro tecnologia e conoscenza tanto che inventori e ingegneri di talento vivevano tra gli abitanti. Tuttavia, i gloriani non erano gli unici esseri viventi che furono tentati dall'abbondanza di oro sul pianeta, poiché una razza aliena di pirati spaziali noti come Wild Lizards invase rapidamente il luogo, decimando le città e schiavizzando coloro che sopravvissero all'assalto allo scopo di estrarre l'oro.
Due inventori gloriani che facevano parte dei team di sviluppo del pianeta decisero di reagire agli alieni invasori prendendo il controllo di un aereo da caccia a forma di revolver.

## Modalità di gioco
Il giocatore inizia Gun Frontier con due mitragliatrici che vengono rafforzate e moltiplicate da potenziamenti che si presentano sotto forma di monete da dieci centesimi statunitensi prese da nemici a forma di bufalo, e ogni cinque monete potenziano la potenza di fuoco dell'aereo che controlla. Inizia anche con un numero stabilito di bombe che possono essere potenziate per infliggere ulteriore distruzione contro nemici e scenari raccogliendo lingotti d'oro dalle forze di terra distrutte e una volta che un giocatore accumula venticinque bombe, gli viene concesso l'accesso al Bomber Max, la più potente delle bombe del suo arsenale.
La direzione del raggio di esplosione delle bombe corrisponde al suo movimento. Se il giocatore sposta il suo aereo nella parte inferiore destra dello schermo e lancia le sue bombe, la direzione in cui la bomba viaggerà è opposta al movimento dell'aereo. Questa funzione può essere utilizzata solo quando esso ha un numero elevato di bombe poiché avere solo una o due bombe si tradurrà in una piccola esplosione senza direzione e come la maggior parte delle bombe trovate in altri sparatutto rilasciati all'epoca, le bombe funzionano anche come scudo contro il fuoco nemico in arrivo. Bombardare su determinate posizioni è anche fondamentale per raggiungere punteggi elevati per ottenere vite extra, poiché alcuni elementi scenici in alcune fasi ospitano un segreto bonus all'interno del loro scenario, oltre a distruggere i nemici in determinati punti.
Viene utilizzato un sistema di recupero dopo aver utilizzato un credito durante la schermata di continuazione, poiché il giocatore può raccogliere una moneta rotante con due lati diversi: un lato argentato e un lato dorato. Se lui raccoglie la moneta sul lato argentato, allora guadagna semplicemente un'altra moneta per le sue armi, ma se invece la raccoglie sul lato dorato, allora la potenza di fuoco e la fornitura di bombe del giocatore saranno massimizzate alla loro piena potenza. Il gioco utilizza anche un sistema di checkpoint in cui un aereo abbattuto inizierà all'inizio del checkpoint che è riuscito a raggiungere prima di abbattere. Infine, utilizza anche un meccanismo anti-fuoco automatico in cui la difficoltà raggiungerà il massimo entro la seconda fase se il giocatore sta mantenendo una cadenza di fuoco troppo rapida.

## Accoglienza
In Giappone, la rivista Game Machine elencò Gun Frontier nel numero del 15 febbraio 1991 come la prima unità arcade di maggior successo del mese. Un'altra rivista giapponese, la Micom BASIC Magazine, classificò il gioco per popolarità alla quindicesima posizione.